# ماري أومالي (كاتبة)
ماري أومالي (بالإنجليزية: Mary O'Malley)‏ هي كاتِبة وشاعرة أيرلندية، ولدت في 1954 في Connemara ‏ في جمهورية أيرلندا.